# Gongylidioides monocornis
Gongylidioides monocornis là một loài nhện trong họ Linyphiidae.
Loài này thuộc chi Gongylidioides. Gongylidioides monocornis được Kendo Saito & Ono miêu tả năm 2001.